# Abramo Massalongo
Abramo Bartolomeo Massalongo (Tregnago, 13 maggio 1824 – Verona, 25 maggio 1860) è stato un naturalista ed erpetologo italiano.

## Biografia
Abramo Bartolomeo Massalongo, di Bortolo e Teresa Milani, si laureò in Giurisprudenza ma la sua vera inclinazione fu quella degli studi scientifici ai quali volse ben presto i suoi interessi. S'iscrisse alla Facoltà di Medicina dell'Università di Padova nel 1844. Insieme a Gustav Wilhelm Körber fondò la scuola italo-slesiana di lichenologia.
Sposatosi nel 1850 con Marietta Colognato, ebbe tre figli: Caro Benigno (1852-1928), Orseolo (1854-1901) e Roberto (1856-1919).
Di salute malferma, coltivò la ricerca nel campo della botanica e della geologia che condusse sull'altipiano della Lessinia.
Amò circondarsi dell'amicizia di naturalisti e scienziati veronesi e dedicò la sua vita per ridare dignità agli studi scientifici in Italia; in questo fu fervente antiaustriaco e sostenitore dell'Unità d'Italia. Di animo generoso, mise spesso a disposizione della comunità, a titolo gratuito, il proprio sapere.
Autore di numerose pubblicazioni che gli valsero profonda stima nell'ambiente scientifico, fu il primo a studiare il patrimonio dei fossili di Bolca, in alta Val d'Illasi, avvalendosi della collaborazione del celebre fotografo tedesco Moritz Lotze.
Il suo immenso lascito (appunti, pubblicazioni, reperti e materiale vario) è custodito presso il Museo di Scienze Naturali di Verona.
Le condizioni del suo fisico, già gracile di natura, furono aggravate dall'intensa attività di studio e ricerca per le quali non si risparmiò. 
Ammalatosi di tubercolosi, morì a soli trentasei anni, il 25 maggio 1860.